# White Town
White Town ist ein Synthie-Pop-Projekt, bestehend aus dem indischstämmigen Engländer Jyoti Mishra (* 30. Juli 1966 in Rourkela, Indien).

## Karriere
1997 erreichte er mit der nach einer MS-DOS-Fehlermeldung benannten EP Abort, Retry, Fail? überraschend die Spitze der britischen Singlecharts. Ausschlaggebend für den Erfolg der EP war das erste der vier Lieder, Your Woman. Dabei handelte es sich um ein recht minimalistisch anmutendes Synthesizer-Stück, das mit einem fanfarenartigen Sample aus einem Schlager der 1930er Jahre begann, My Woman von Al Bowlly. Vielen Briten war diese Melodie noch bekannt, weil sie 1977 in Denis Potters Fernsehserie Pennies From Heaven zu hören gewesen war. In dem leicht wehmütig vorgetragenen Text besang Mishra in sanft ironischer Weise seine Beziehungsprobleme.
An diesen Erfolg konnte Mishra nie anknüpfen, und so gilt White Town heute als klassisches One-Hit-Wonder. Dennoch veröffentlichte er in den folgenden Jahren einige Singles und im Jahr 2000 das Album Peek & Poke im Eigenverlag. 2005 steuerte er für einen Benefiz-Sampler zugunsten des UNHCR einen Song bei.

## Diskografie

### Studioalben
- 1994: Socialism, Sexism & Sexuality
- 1997: Women in Technology
- 2000: Peek & Poke
- 2006: Don’t Mention The War
- 2011: Monopole
- 2019: Deemab
- 2021: Fairchild Semiconductor
- 2024: Car Park Love Songs

### EPs
- 1990: White Town
- 1991: Alain Delon
- 1992: Bewitched
- 1992: Fairweather Friend
- 1996: Abort, Retry, Fail?

## Auszeichnungen für Musikverkäufe
| Silberne Schallplatte - Frankreich - 1997: für die Single Your Woman Goldene Schallplatte - Neuseeland - 1997: für die Single Your Woman | Platin-Schallplatte - Australien - 1997: für die Single Your Woman |

Anmerkung: Auszeichnungen in Ländern aus den Charttabellen bzw. Chartboxen sind in ebendiesen zu finden.
| Land/RegionAuszeichnungen für Musikverkäufe (Land/Region, Auszeichnungen, Verkäufe, Quellen) | Silber  | Gold     | Platin  | Verkäufe | Quellen                   |
| -------------------------------------------------------------------------------------------- | ------- | -------- | ------- | -------- | ------------------------- |
| Australien (ARIA)                                                                            | —       | —        | Platin1 | 70.000   | aria.com.au               |
| Frankreich (SNEP)                                                                            | Silber1 | —        | —       | 250.000  | infodisc.fr               |
| Neuseeland (RMNZ)                                                                            | —       | Gold1    | —       | 7.500    | aotearoamusiccharts.co.nz |
| Vereinigtes Königreich (BPI)                                                                 | —       | Gold1    | —       | 400.000  | bpi.co.uk                 |
| Insgesamt                                                                                    | Silber1 | 2× Gold2 | Platin1 |          |                           |